# Национальный олимпийский комитет Ботсваны
Национальный олимпийский комитет Ботсваны (англ. Botswana National Olympic Committee) — организация, представляющая Ботсвану в международном олимпийском движении. Основан в 1979 году; зарегистрирован в МОК в 1980 году.
Штаб-квартира расположена в Габороне. Является членом Международного олимпийского комитета, Ассоциации национальных олимпийских комитетов Африки и других международных спортивных организаций. Осуществляет деятельность по развитию спорта в Ботсване.